# Wigbold Albert Willem van Limburg Stirum Noordwijk
Wigbold Albert Willem van der Does graaf van Limburg Stirum Noordwijk, heer van Noordwijk, Offem, Langevelde, Sint Anthoniepolder en De Lugt, (’s-Hertogenbosch, 16 april 1786 – Den Haag, 15 januari 1855) was een Nederlands militair en politicus.

## Levensloop
Wigbold van Limburg Stirum Noordwijk werd geboren als een zoon van Leopold van Limburg Stirum en Theodora Odilia Carolina Ludovica van der Does, vrouwe van Noordwijk. Hij begon zijn carrière als militair. Daarna was hij werkzaam als burgemeester van Noordwijk en op 29 en 30 maart 1814 was hij lid van de Vergadering van Notabelen voor het departement Monden van de Maas. Van 6 juli 1819 tot 6 augustus 1840 functioneerde van Limburg Stirum Noordwijk als lid van de Provinciale Staten van Noord-Holland. Van 6 juli 1820 tot 6 juli 1840 was hij lid Gedeputeerde Staten van Zuid-Holland en van 6 augustus 1840 tot 13 februari 1849 was hij lid van de Eerste Kamer der Staten-Generaal.

## Persoonlijk
Op 16 juli 1811 te Den Haag trouwde van Limburg Stirum Noordwijk met Maria Margrieta Elisabeth des H.R.Rijksbarones van Slingelandt (1790-1834) en samen hadden ze vijf kinderen.

## Ridderorde
- Ridder in de Orde van de Nederlandse Leeuw